# 1248 Югурта
1248 Югурта (1248 Jugurtha) — астероїд головного поясу, відкритий 1 вересня 1932 року.
Тіссеранів параметр щодо Юпітера — 3,339.